# Jakowci
Jakowci (bułg. Яковци) – wieś w Bułgarii, w obwodzie Wielkie Tyrnowo, w gminie Elena. W 2024 roku liczyła 36 mieszkańców.